# Maxs Portes
Maximiano de Figueiredo Portes (Caratinga, 14 de outubro de 1944 - Caratinga, 06 de janeiro de 2014), conhecido como Maxs Portes, foi um jornalista, poeta, designer gráfico, publicitário e escritor brasileiro.

## Biografia
Cursou artes gráficas em Paris, onde residiu por dois anos. Foi diagramador do Suplemento Literário do Minas Gerais, do Ars Media (Fundação Palácio das Artes), da Revista Poesia, do jornal O Lutador e editor institucional da Emater-MG. Concluiu o bacharelado em produção editorial no Centro Universitário de Belo Horizonte (UNI-BH)., onde se pós-graduou em Mídia Eletrônica: Rádio e TV.É colaborador de vários jornais e revistas nacionais, com publicações esparsas em diversos países. É assessor técnico de Cultura e Patrimônio (Prefeitura de Caratinga).  
Jamais esquecendo de sua cidade, publicou Memórias da Casa de Dentro, uma prosa poética narrando trechos de sua vida e de alguns caratinguenses com os quais conviveu. Tal livro foi uma edição comemorativa dos 21 anos em que afastou-se de Caratinga para caminhar pelo mundo; tendo recebido o Prêmio Cecília Meireles, da Academia Brasiliense de Letras, apoio Ministério da Educação, ao melhor livro de poesia publicado em 1982, e recebido em 1983, em Brasília. É membro da Academia Caratinguense de Letras.
Foi detentor de 54 outros prêmios literários.

## Prêmios
- Prêmio Cecília Meireles, da Academia Brasiliense de Letras
- Melhor livro de poesia Memórias da casa de dentro, 1982, pelo Ministério da Educação.
- Prêmio Nacional Ferreira Goullar de Poesia , com o livro Bendições, 1979.
- Prêmio Nacional Fritz Teixeira de Salles, com o livro Liberdade, 1981.
- Prêmio III Bienal Nestlé de Literatura Brasileira, com o livro Maruim, 1986.
- Prêmio Guimarães Rosa, com o livro Guiri, 1986, pelo governo do Estado de Minas Gerais.
- Prêmio I Bienal do Livros de Belo Horizonte

## Obras
- Poesia: Barco de Papel; Antigo Amanhã; Libertarde; Das Razões Inquietas; Bendições; Caderno de Rascunho e Cavalgar no Ontem.
- Infantis: Toca a flauta Constantino; Que febre de mosquito; É... Fogo!;
  - Coleção Surpresa: Toda hora é sempre agora; Com os pés na cabeça; O morador da casa maluca e Passa, passa...passará;
  - Coleção Natureza: (10 volumes): O Urubu Jururu; Dona Minhoca e a Pororoca; O Cocorocó do Galo Coró; Girival: o sapo que era o tal; O Mutirão do João-de-Pau e Corrupião; O Godero Lero-Lero; O Fiu-Fiu do Tiziu; Bem-te-vi Bem te vi; O Tatu Tururu; O Cabrito bom de Grito.
  - Coleção Itororó: (5 volumes) O Burro-Nhô; O mistério no Galinheiro; O vendedor de Cordel; O Morador do Ipê Amarelo e A noite do festival.

- Juvenil: Meu antigo fantasma; O Passageiro do Arco Íris; Conversa pra boi dormir; Conto 4 Contos; O Mistério do Envelope; Ufa,Ufo - Tem um disco voador na minha radiola; O dia em que Raimundo-Cego viu a luz do céu e Velhos Amigos.

- Adultos: Maruim (romance), À Sombra da Noite (romance); Guiri (romance); Os Mortos de Catolé (romance); Um Rosto na Parede (contos); Uma estrela na bagagem (contos); O Respirar do Silêncio (contos); Cará-Branco (contos.